# Propaganda (The Sound)
Propaganda, pubblicato nel 1999, è un album dei The Sound, che però non fa parte della discografia ufficiale prodotta quando il gruppo era in attività, trattandosi di una pubblicazione postuma di materiale inedito.

## Produzione
L'album è interamente costituito da demotape registrati dal gruppo nel salotto di casa Borland con un registratore a 4 piste TEAC, tra maggio e luglio del 1979, e originariamente mixato dal padre di Adrian Borland, Bob. I brani registrati in quelle sessioni casalinghe, selezionati per questo album postumo, risentono molto della precedente esperienza punk rock del leader Adrian Borland e di Graham Bailey con gli Outsiders; di essi uno fu pubblicato già nell'EP The Physical World nel gennaio 1980, mentre altri tre furono successivamente ripresi per essere inseriti nel primo album ufficiale della band, Jeopardy del 1980, ovviamente registrati e riarrangiati ex novo. Il materiale inedito fu messo a disposizione per la pubblicazione da Borland e compagni nell'ambito dell'iniziativa dell'etichetta olandese Renascent, tesa a ripubblicare tutta la discografia dei Sound in formato digitale, realizzata tra il 1999 e il 2006. Il remissaggio digitale dei demotape venne curato da Wally Brill, già produttore di Heads and Hearts.

## Tracce
1. No Salvation – 3:12
2. Deep Breath – 2:41
3. Cost Of Living – 3:53
4. Quarter Past Two – 3:35
5. Night vs. Day – 3:08
6. Physical World – 3:27
7. Statik – 4:22
8. Music Business – 4:56
9. Propaganda – 2:50
10. Words Fail Me – 3:01
11. One More Escape – 3:17
12. Missiles – 5:35

## Formazione
- Adrian Borland - chitarra, voce
- Michael Dudley - batteria
- Graham Bailey - basso
- Benita Marshall - tastiere, clarinetto, sassofono